# La Patronne (Maupassant)
La Patronne est une nouvelle de Guy de Maupassant, parue en 1884.

## Historique
Signée Maufrigneuse, La Patronne est initialement publiée dans le quotidien Gil Blas du 1er avril 1884, puis dans le recueil Les Sœurs Rondoli. 
La nouvelle est dédiée au docteur Baraduc.

## Résumé
Le jeune breton Georges Kervelen est le pensionnaire de Mme Kergaran, à Paris, une forte femme d'environ quarante ans, très autoritaire. Un jour, il est surpris par la patronne en compagnie d'une fille, dans sa chambre. Mme Kergaran, indignée, la chasse, puis sermonne Georges et l'accable au nom de l'honorabilité de sa "maison". Mais, intensément troublé par l'opulence des chairs de Mme Kergaran, c'est avec elle qu'il terminera la nuit.

## Éditions
- 1884 -  La Patronne, dans Gil Blas
- 1884 -  La Patronne, dans le recueil Les Sœurs Rondoli
- 1889 -  La Patronne, dans le supplément de La Lanterne
- 1979 -  La Patronne, dans Maupassant, Contes et Nouvelles, tome II, texte établi et annoté par Louis Forestier, éditions Gallimard, Bibliothèque de la Pléiade.